# 發酵 (葡萄酒)

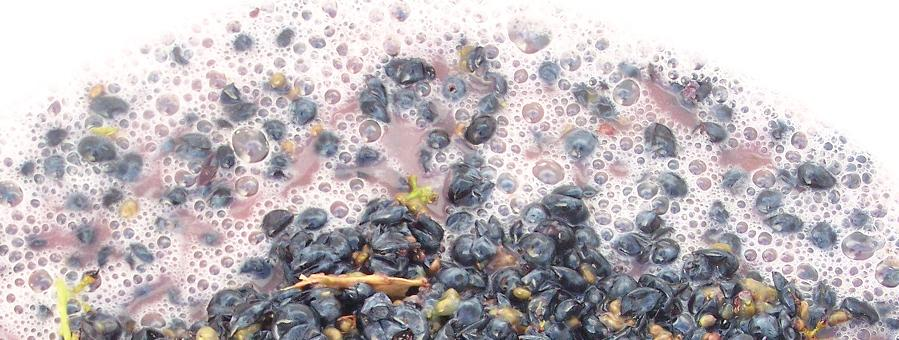
正在發酵的葡萄汁

發酵是葡萄酒釀製的一個重要過程，通過這一過程可以讓葡萄汁轉變為酒精飲料。這一過程中酵母和葡萄酒裏的糖相互作用產生乙醇和二氧化碳。未發酵時葡萄汁中的氧氣含量和溫度等都是需要注意的事項，而且發酵過程中可能會有發酵停滯和數種葡萄酒變質現象發生。發酵葡萄酒的容器可以是不鏽鋼桶、敞開的木桶、橡木桶和葡萄酒瓶中。

## 歷史
發酵這一現象可能很久以前就被人類觀察到了。最早在葡萄酒釀製中使用“發酵”一詞是用來指葡萄酒中發生厭氧反應的酵母和糖產生二氧化碳，使得葡萄酒起泡的現象。拉丁語“fervere”的字面意思就是“煮”。在19世紀中期，路易·巴斯德記下了酵母與發酵過程的關係：酵母作為催化劑和中介物使得糖通過一系列反應產生酒精。20世紀早期古斯塔夫·恩伯登、奧托·邁爾霍夫和Jakub Karol Parnas關於糖酵解的研究進一步解釋了這一化學反應。

## 酵母發酵過程
在葡萄酒釀製過程中，需區別外界酵母（ambient yeast，通常存在於酒窖、葡萄園和葡萄自身上）和人工培育的酵母（cultured yeast）。最常見的野生外界酵母包括假絲酵母屬、毕赤酵母属和接合酵母属等。這些酵母可產生高質量的美味葡萄酒，但是不容易控制甚至可能會導致葡萄酒變質。有少量的酵母菌、乳酸菌和乙酸菌菌落自然生活在葡萄的表面，傳統的釀酒人（特別是在歐洲）傾向使用外界酵母，而另外一大部份人則傾向使用易控制的人工培育的酵母。最常見的人工培育的酵母是釀酒酵母，它有數百種不同的菌株可以用來影響葡萄酒的釀造，這是同一種葡萄為何可以釀出不同葡萄酒的原因之一。也有其他的酵母被用來為葡萄酒添加風味。
要令葡萄酒中的酵母發生反應，需要持續提供碳、氮、硫、磷和各種維生素及礦物質。這些物質本身就存在於未發酵的葡萄汁中，但通過加入營養鹽，可以使反應更完美。氧也是必要的元素之一，但是因為氧化反應可能會導致葡萄酒變質，故其量需要極小心地控制。

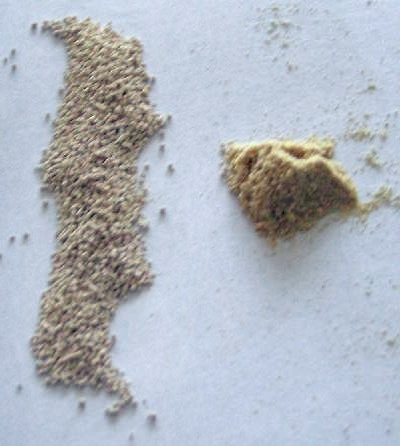
酵母粉（左）和酵母營養鹽被用在水合過程中

在未發酵的葡萄汁中加入活躍的酵母時，磷酸鹽和一些六碳糖分子開始發生重排反應。在這一過程中，羧基碳原子以二氧化碳的形式的釋放出來，幷發生一些反應形成乙醛。因為缺少氧氣，乙醛最終轉變成乙醇，並有一小部份轉變成乙酸，過量的乙酸會導致葡萄酒變質。最後酵母的使命完成，沉澱到葡萄酒底部成為殘渣。

### 其他化合物

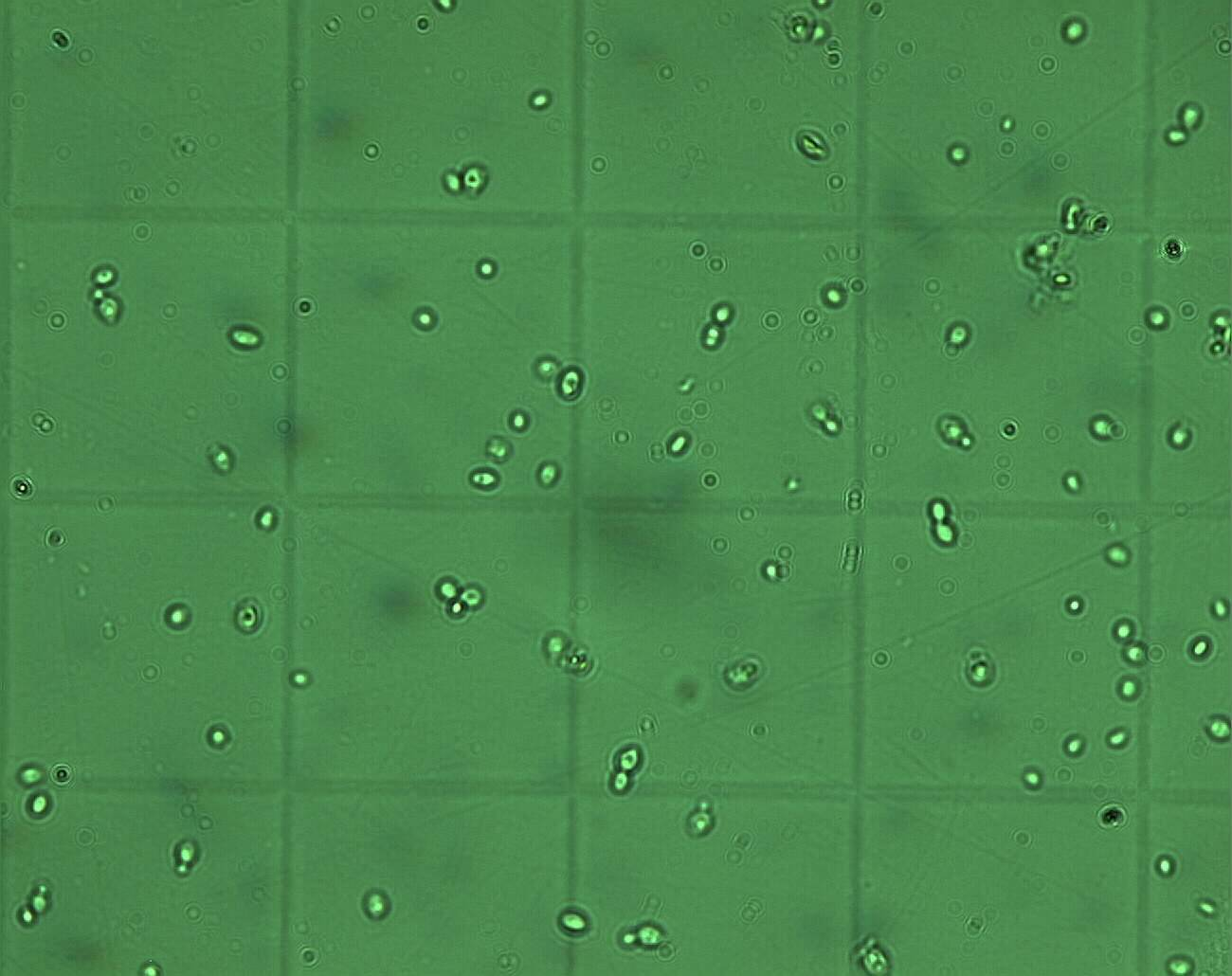
酒香酵母屬酵母常發現於勃艮第葡萄酒中。

一些酵母菌株可以產生揮發性的硫醇，這種物質是一些葡萄酒水果香氣的來源，例如白蘇維濃中的醋栗香。酒香酵母屬酵母也會令一些葡萄酒（例如勃艮第葡萄酒和黑比諾釀製的葡萄酒）產生香氣。

## 注意事項

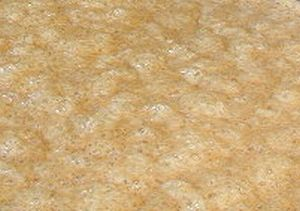
在釀酒時，葡萄汁中會產生可見的二氧化碳氣泡

在葡萄酒發酵過程中，有數個因素需要注意。例如乙醇生產導致的含糖量變化、酵母菌株的使用和發酵溫度。
發酵本身產生的殘餘熱會使得葡萄酒偏離理想溫度。在生產一些白葡萄酒時，雖然要令這些葡萄酒產生其他風味需要更高的溫度，釀酒師卻會選擇在較低的64-68 °F（18-20 °C）下發酵酒。一些紅酒則會選擇更高的85 °F（29 °C）。過高溫度會導致葡萄酒變質，一些酵母也可能會停止活動。爲了控制發酵產生的熱，釀酒師會選擇合適的容器或者使用降溫器材。例如在酒桶上放置冰塊以及使用酒桶內置降溫環。一些希望葡萄酒中有殘留糖分（例如一瓶干葡萄酒）的釀酒師會提前降低葡萄汁的溫度，或者再加入一定量的酒精（例如白蘭地）以殺死酵母，釀成加強葡萄酒。
發酵時產生的乙醇是許多不溶於水的化合物的助溶劑，例如一些葡萄皮上的物質，從而通過反應令就酒產生各種色澤和香氣。作為細菌生長的抑製劑，乙醇可以保證葡萄酒多年不壞。

## 其他類型的發酵

### 瓶中發酵
瓶中發酵是氣泡酒生產的一種方法，起源於香檳地區。一批釀造的葡萄酒在發酵後裝瓶，並進行二次發酵，形成再發酵液（liqueur de tirage）。第二次發酵產生的二氧化碳氣泡就是氣泡酒名稱的起源。

### 二氧化碳浸漬法
二氧化碳浸漬法是令葡萄本身發酵而不是添加酵母粉，薄酒萊葡萄酒採用的就是這種方法。不像正常的發酵那樣通酵母使糖轉變為酒精，這種分方法是利用葡萄中的酶來發生作用。這種方法生產的酒通常會比較溫和、有水果香氣。

### 蘋果酸發酵
蘋果酸發酵中細菌取代酵母的地位，將蘋果酸轉變為乳酸。這種方法會減少葡萄酒的辛辣感，很多情況下可與酵母發酵法互相替代。